# Zonitolytta robusta
Zonitolytta robusta es una especie de coleóptero de la familia Meloidae.

## Distribución geográfica
Habita en Argentina, Paraguay y Brasil.